# Sinagoga Nidjei Israel
La Sinagoga Nidjei Israel és un centre religiós de la comunitat jueva asquenazita de Mèxic, el temple es troba en el barri de Condesa a la Ciutat de Mèxic. La sinagoga forma part del centre comunitari Nidjei Israel. Actualment pertany a l'Associació Mexicana d'Arxius i Biblioteques Privades, Associació Civil (AMABPAC).
Després de viure, des de l'època del virregnat, a Mixcalco, en el centre històric de la Ciutat de Mèxic, la primera sinagoga Nidjei Israel va ser erigida al carrer de Justo Sierra. El barri de Condesa va ser la primera colònia de la ciutat que va ser habitada per la comunitat jueva.
Amb les sinagogues ja existents en la Ciutat de Mèxic, alguns dirigents de la comunitat asquenazita van comprar un terreny en la colònia Condesa, per fer possible la construcció d'una sinagoga en aquell indret, així com un espai per acollir les altres activitats de la comunitat. La cerimònia de col·locació de la primera pedra es va realitzar el 1959, però a causa de problemes de finançament, el centre no va poder ser inaugurat fins 1965.
L'arquitecte Elías Lifshitz va fer càrrec del projecte. La sinagoga es va inaugurar el 1965, i va ser reformada el 1993. L'edifici acull altres institucions: el museu jueu i de l'holocaust Tuvie Maizel, el centre de documentació i recerca de la congregació asquenazita, la federació sionista de Mèxic i el consell de dones israelites. Els vitralls els va elaborar l'artista Leonardo Nierman, amb paisatges imaginaris del moment de la Creació, i va integrar-hi elements d'aigua, foc, vent i terra.